# Disputationes de Controversiis
Les Disputationes de Controversiis (dont le titre complet est : Disputationes de Controversiis Christianae Fidei adversus hujus temporis Haereticos), également dénommé De Controversiis, forment un ouvrage de trois volumes de dogmatique et apologétique chrétienne. Écrit et composé à la fin du XVIe siècle par Robert Bellarmin sur la base des cours donnés au Collège romain, il eut un retentissement considérable parmi les protestants qui y virent « la meilleure défense du pouvoir papal ».

## Histoire

### Contexte
À Louvain où il enseignait Robert Bellarmin prend connaissance de l’Histoire ecclésiastique de Mathias Francowitz (Flacius Illyricus), une œuvre monumentale (13 volumes publiés de 1559 à 1574) qui à grand renfort de textes patrologiques tentait de prouver que l’Église authentique des apôtres se trouvait du côté de Luther. L’œuvre est reçue avec enthousiasme par les protestants. Les catholiques cherchaient qui pourrait lui donner la réplique.
Invité par le pape Grégoire XIII, le théologien jésuite italien revient de Louvain et commence en 1576 à enseigner la théologie dogmatique au Collège romain fondé une vingtaine d’années auparavant. Robert Bellarmin passe 11 ans à y enseigner et y développer le cours de ’Controverses’ répondant directement aux objections et critiques protestantes du catholicisme, surtout en ce qui concerne l’autorité et le pouvoir pontifical. Le cours de controverses est la base de ses Disputationes de Controversiis, trois volumes de défense de la foi catholique contre les arguments des protestants, et surtout une défense de la papauté et du rôle du pape à la tête de l’Église. Il sera dès lors connu comme l’apologiste de Rome et de la papauté.
Les trois volumes sont publiés à Ingolstadt successivement en 1581, 1582 et 1583. Un quatrième volume suivra plus tard. Cette œuvre est la première tentative de systématisation des diverses controverses agitant à l’époque les différents groupes protestants et l’Église catholique.

### Contenu
Le premier volume traite de la parole de Dieu, du Christ et du pape. Le second, de l'autorité des conciles œcuméniques et de l'Église, qu’elle soit militante (sur terre), souffrante (au purgatoire) ou triomphante (au ciel). Le troisième, des sacrements. Et le quatrième de la grâce divine, du libre-arbitre, de la ‘justification’ qui nécessite les ‘œuvres de charité’.
- La partie la plus importante du travail se trouve dans les cinq livres du premier volume, concernant la papauté. Après une introduction spéculative sur les diverses formes de gouvernement, et considérant que parmi elles la monarchie est sans doute la meilleure, Bellarmin conclut qu’un gouvernement monarchique, avec le pouvoir temporel qui y est nécessairement lié, est ce qui convient le mieux à l'Église, afin que soit préservée son unité et que bon ordre subsiste en son sein.

- Bellarmin estime qu’un tel pouvoir a été incontestablement confié à saint Pierre par les paroles du Christ en Mt 16:19: « Tout ce que tu lieras sur terre sera lié aux cieux, et tout ce que tu délieras sur terre sera délié aux cieux ».  Il continue en démontrant que ce pouvoir a été transmis aux successeurs de Pierre, tout en admettant qu'un pape hérétique pourrait être jugé et déposé par l'Église car, du fait de son hérésie, il cesserait d'être pape, et cesserait même d’être membre de l’Église.

- Dans la troisième section Bellarmin aborde la question de l'Antichrist. Il rappelle la doctrine des Pères de l'Église pour lesquels l’Antichrist viendrait juste avant la fin des temps, serait accepté par les Juifs et intronisé au Temple de Jérusalem. Tout cela prouve clairement que le pape ne peut être l’Antichrist, contrairement à l’opinion que les protestants cherchent à répandre.

- Dans la quatrième section Bellarmin estime que le pape est juge suprême en matière de foi et de morale, tout en concédant que le pape peut se tromper sur des questions de faits qui relèvent de la connaissance humaine ordinaire, ou lorsqu’il s’exprime comme simple théologien. Bellarmin relève l'exemple du pape Honorius Ier qui avait été anathémisé par le troisième concile de Constantinople comme tenant du monothélisme. Le monothélisme fut à juste titre condamné. Cependant Honorius était bien orthodoxe car il ne professait pas vraiment ces vues. Ce qui fut condamné était des interprétations qui allaient au-delà de ce qui était soutenu par l’autorité papale.

### Réactions
Les Disputationes de controversiis font forte impression dans toute l’Europe, autant par la force de ses arguments que par le ton modéré et dépassionné de l’auteur. L’argumentation de Bellarmin contre les idées protestantes est si probante que, en Allemagne comme en Angleterre, des chaires spéciales sont créées dans certaines universités comme tribunes pour y répondre. Des ténors de la théologie protestante contemporaine, William Whitaker et John Rainolds en Angleterre et Théodore de Bèze en France se sentent obligés de tenter une réfutation de Bellarmin.
Si les protestants étaient opposés aux vues de Bellarmin sur la papauté, du côté catholique la modération de vue de Bellarmin ne fait pas l’unanimité, tant s’en faut... En 1590, le pape Sixte V considère sérieusement l’éventualité de placer à l’Index librorum prohibitorum le premier volume des Disputationes car leur auteur n’accorde pas à la papauté l’hégémonie temporelle absolue. D’après le raisonnement de Bellarmin, s’il est vrai que le Christ avait un pouvoir temporel absolu, et vrai également que le pape est le Vicaire du Christ, comme le Christ n’a pas exercé son pouvoir temporel, le pape non plus n’a pas à le faire. Il reste cependant que Robert Bellarmin sera déclaré Docteur de l'Église par le pape Pie XI en 1931 peu de temps après sa canonisation en 1930.

## Source
- James Brodrick : Robert Bellarmin, l'humaniste et le saint, Bruges, Desclée de Brouwer, 1963.
- Aimé Richardt, Saint Robert Bellarmin, 1542–1621: Le défenseur de la foi, Paris, de Guibert, 2004 (ISBN 978-2-86839-943-4)